# Blade Off Test

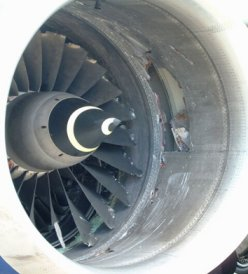
Turbofan-Triebwerk nach einem Blade-Off-Test (Foto: NASA)

Der Blade-Off-Test oder Blade-Out-Test ist ein Test, der bei Turbofan-Triebwerken vorgenommen wird. Bei voller Drehzahl wird ein Blatt des Fan abgesprengt, um das Verhalten des Triebwerks zu prüfen. Dieses muss das abgesprengte Blatt innerhalb der Triebwerkszelle behalten, mit der aus dem fehlenden Fanblatt resultierenden Unwucht zurechtkommen und sofort anhalten. Bei diesem Test wird das Triebwerk in der Regel vollkommen zerstört, weshalb er sehr hohe Kosten für die Hersteller verursacht. Er ist jedoch notwendig, um die Zulassung des Triebwerks zu erhalten.